# CB4
CB4 è un film statunitense del 1993 diretto da Tamra Davis.

## Trama
Tre giovani amici e aspiranti rapper , Albert, Euripides e Otis vogliono fare successo. Il trio ha talento, ma nessuna immagine commerciabile. Per far sentire il loro nome, fanno appello al boss del crimine locale e al proprietario del locale notturno Gusto insieme al suo aiutante e scagnozzo 40 Dog per chiedere un posto sul conto nel suo club, ma durante un incontro fallito la polizia si precipita dentro e lancia Gusto in carcere.
Gusto crede che il trio lo abbia messo in piedi, giurando vendetta quando viene scarcerato. Mentre Gusto è rinchiuso, Albert ruba il suo passato criminale e la sua identità per diventare "MC Gusto", rinominando Euripides e Otis come "Dead Mike" e "Stab Master Arson" rispettivamente. Insieme formano il gruppo hardcore rap gangsta CB4 (Cell Block 4) e firmano con successo con Trustus Jones, un magnate della musica locale. CB4 diventa la band più in voga delle classifiche con successi controversi come "Sweat of My Balls" e "Straight Outta LoCash", e la loro ascesa alla fama è documentata da un aspirante regista e dal suo cameraman. Tuttavia, un politico ambizioso cerca di chiuderli per accuse di oscenità , e le tensioni tra il gruppo sorgono per la fidanzata del gruppo di un membro che scava l'oro Sissy e la tensione della farsa prende il pedaggio sulla vita familiare di Albert e sul rapporto con la sua sana ragazza Daliha. A complemento di ciò, il vero Gusto fugge dalla prigione e si mette in cerca di vendetta, facendo partecipare Albert a una rapina in un negozio di dischi, esponendo il suo volto alle telecamere a circuito chiuso e prendendo quindi il nastro come strumento per il ricatto. Il gruppo si scioglie e si riunisce dopo la morte di Trustus Jones per mano di Gusto. Alla fine, il gruppo ha organizzato la propria operazione di puntura con Sissy per catturare Gusto e viene mandato in prigione a vita. Albert abbandona la pretesa di essere un gangsta, emceising con il suo vero nome, e il gruppo intraprende un tour di reunion.

## Cameo
Nel film fanno dei cameo Halle Berry, Eazy-E, i Butthole Surfers, Ice-T, Ice Cube, Flavor Flav e Shaquille O'Neal.

## Colonna sonora
La colonna sonora è stata pubblicata nel marzo 1993 da MCA Records.

### Tracce
1. The 13th Message/Livin' in a Zoo – 7:24 – Public Enemy
2. Black Cop – 3:01 – Boogie Down Productions
3. Mayday on the Front Line – 4:02 – MC Ren
4. Stick 'Em Up – 2:48 – DJ Hurricane & Beastie Boys
5. Sneaking Up on Ya – 3:24 – Fu-Schnickens
6. Lifeline – 4:39 – Parental Advisory
7. The Nocturnal Is in the House – 4:19 – P.M. Dawn
8. Baby Be Mine – 5:53 – Blackstreet
9. It's Alright – 3:46 – Tracie Spencer
10. Sweat from My Balls – 3:10 – CB4 (Daddy-O & Hi-C)
11. Straight Out of Locash – 3:10 – CB4 (Daddy-O & Hi-C)
12. Rapper's Delight – 5:35 – CB4 (Daddy-O, Hi-C & Kool Moe Dee)